# Is That for Me
"Is That for Me" é uma canção do DJ sueco Alesso em parceria com a artista musical brasileira Anitta. Foi composta pelo produtor americano Poo Bear junto com Alesso e produzida pelo sueco. A música foi lançada como single no dia 13 de outubro de 2017, como parte do projeto da cantora intitulado Checkmate, no qual ela lançará uma nova canção por mês.

## Antecendentes
A parceria foi sinalizada pela primeira vez em Setembro de 2017 pelo empresário John Shahidi, fundador da empresa Shots, responsável pelo agenciamento da carreira do cantor canadense Justin Bieber. Sahidi postou em seu Instagram uma imagem de um sessão entre Anitta e Alesso com a legenda "Alesso é o próximo".

## Promoção
Anitta planejou uma divulgação massiva para a faixa iniciando no programa Altas Horas onde, em uma vídeo conferência com Alesso, divulgou uma pequena prévia da faixa. Outras prévias foram sendo liberadas no Instagram da cantora e também no Instagram da franquia de roupas C&A mostrando os bastidores das gravações do videoclipe. Uma transmissão ao vivo de 24 horas mostrando os bastidores da divulgação da faixa foi feita através do recurso Stories do Instagram. A cantora comentou “Vocês terão 24h com Anitta, o live deste aplicativo ficará ao vivo durante 24h.”
A primeira apresentação ao vivo ocorreu no programa matutino Encontro com Fátima Bernardes. Na ocasião, a cantora também apresentou "Sua Cara”, "Paradinha" e “Will I See You”. No mesmo dia a cantora subiu no palco de Alesso que apresentava-se no festival Ultra Brasil e performou a faixa para uma plateia de 50 mil pessoas. No dia 17 de outubro, Anitta participou do "TMZ Live", programa online do site de celebridades americano TMZ. A cantora entrou ao vivo por uma videoconferência para falar com os apresentadores sobre "Is That For Me", que ganhou espaço no "TMZ Live" por conta de sua entrada no Top 100 do Spotify global.

## Rcepção

### Desempenho comercial
Is That for Me foi a faixa mais vendida no iTunes brasileiro no primeiro dia de lançamento. A faixa também foi a mais executada em streams Spotify brasileiro, figurando também entre as vinte mais acessadas no aplicativo de outros países como Portugal e Itália. A canção marcou a estreia de Anitta na lista "Viral 50" no Spotify estadunidense, na quadragésima oitava colocação, e na mesma lista compilada mundial, na quarta posição. No mesmo ranking "Viral" de streams, Is That for Me pontuou na primeira semana em vinte e dois na Colômbia, vinte e seis na Áustria, vinte e quatro em Portugal e trinta e dois no Peru. O site americano Idolator disse antes do clipe estrear que "este vai quebrar a Internet. Vai ser um blockbuster. (…) O Youtube vai quebrar com tantos acessos!".

### Crítica
A redação da revista Veja, chamou o vídeo musical de "clipe conceito – para não dizer brega". Chamou a música de "genérica de tom americano", também observou que a Anitta "agora comete o grande erro dos artistas que querem um lugar entre os holofotes do mercado internacional: abrir mão de sua personalidade." O portal R7 chamou vídeo musical de "medonho (...) Anitta está em um patamar que já permite ousadias de todo gênero, mas isso não implica dar certo. Como diria o companheiro Helder Madonado, da Galãs Feios, infelizmente não é tão bom. (...) As misturas de materiais, cores e acessórios transformaram Anitta nos piores momentos de Joelma." Regis Tadeu em uma crítica para seu canal no YouTube, chamou a música de "fraquíssima" e o clipe de "completamente equivocado na sua cenografia, na sua produção e é absolutamente genérico. É igual a um monte de outras coisas que existe nesse mercado pop internacional". Regis Tadeu também criticou a imagem sexualizada da Anitta, que já é um "clichê" da mulher brasileira no exterior.

## Videoclipe

### Gravação e temática
O vídeo foi dirigido por Manuel Nogueira e gravado em 9 de outubro em Manaus, Amazonas, utilizando como locação a Amazônia e sendo totalmente filmado em área externa, sem utilização de cenários de estúdios internos. A gravação foi realizada apenas quatro dias antes do lançamento do vídeo, tendo a edição de imagem feita em menor tempo já realizada na carreira de Anitta. Para a gravação toda equipe da cantora teve que tomar vacina contra Febre amarela para se prevenir. O lançamento do vídeo ocorreu no mesmo dia do single, em 13 de outubro de 2017. Um dia após o lançamento, o vídeo já contava com mais de 4 milhões de visualizações no Youtube. A temática principal do videoclipe é a representação dos símbolos naturais do Brasil, buscando mostrar força, coragem e autenticidade da mulher brasileira. Segundo Yasmine Sterea, a Amazônia foi escolhida para retratar esta temática por se tratar de um local mundialmente conhecido como patrimônio brasileiro: "Resolvemos olhar para a beleza de várias culturas pelo Brasil e mostrar um pouco das cores da Amazônia. A floresta tem um significado especial para Anitta e por isso trouxemos essa força. A ideia foi criar algo que nos estimulasse. Sem regras e muita energia vital".

### Figurinos e referências
O figurino contou uma mixagem de roupas da loja de departamento C&A – patrocinadora da cantora no projeto CheckMate – com outros elementos criados por estilistas para a cantora, incluindo botas Victor Viccenza, lingeries da Valisere e um acessório no seio da cantora que é assinado pela designer de joias Beatriz Brennheisen. Todos os acessórios utilizados pela cantora tiveram influência da cultura xamânica. A personal stylist Yasmine Sterea assinou a escolha dos figurinos utilizados por Alesso e Anitta no vídeo: "Buscamos referências em toda a beleza do Brasil e no que ele tem de mais exótico. Fizemos um mix de texturas, cores e de todas as culturas e crenças que fazem parte do Brasil". Os dois visuais Alesso – uma capa branca e vermelha sobre uma roupa toda branca e um casaco branco sobre uma roupa toda vermelha – seguem o estilo minimalista adotado pelo DJ em toda sua carreira.
O sutiã metálico representa Gaia, a Mãe Terra, deusa da mitologia que tirou do seu peito o aço. Além disso, o figurino também faz uma referência a cantora Fernanda Abreu, tida como a "pioneira do pop brasileiro", a qual utilizou um sutiã composto por duas frigideiras na turnê do disco Da Lata e foi censurada pelo Ministério Público: "Anitta sempre respeitou os nomes do pop brasileiro antes dela. É, também, uma homenagem a Fernanda por ter trazido o pop para nós", explicou a stylist. O figurino utilizado por Anitta entre as vitórias-régias fazem referência as cores dos frutos da Amazônia, tendo ainda a cantora utilizando um colar com sementes locais. Já a escolha da estampa de onça é por esta ser o animal mais representativo da floresta. Já renda utilizado por ela na cabeça vem como um elemento de cor, para compor o colorido da mistura de raças do país.

## Lista de faixas
| Download digital |                  |         |  |
| N.º              | Título           | Duração |  |
| 1.               | "Is That for Me" | 2:49    |  |

## Créditos
Créditos adaptados do Tidal.
- Alesso - composição, produção geral e produção executiva.
- Anitta - vocais.
- Jason "Poo Bear" Boyd - composição e produção executiva.
- Sam Shahidi - produção executiva.
- John Shahidi - produção executiva.

## Desempenho nas tabelas musicais

### Paradas semanais
| Tabela musical (2017)                             | Melhor posição |
| ------------------------------------------------- | -------------- |
| Bélgica (Ultratip de Flanders)                    | 24             |
| Brasil (Brasil Hot 100 Airplay)                   | 41             |
| Brasil (Billboard Hot Pop & Popular)              | 2              |
| Brasil (Top 50 Streaming Mensal)                  | 10             |
| Brasil (Top 10 Pop Internacional)                 | 1              |
| Estados Unidos (Billboard Dance/Electronic Songs) | 25             |
| México (Billboard)                                | 18             |
| Portugal (AFP)                                    | 64             |